# Resolutie 798 Veiligheidsraad Verenigde Naties
Resolutie 798 van de Veiligheidsraad van de Verenigde Naties werd op 18 december 1992 met unanimiteit aangenomen.

## Achtergrond
In 1980 overleed de Joegoslavische leider Tito, die decennialang de bindende kracht was geweest tussen de zes deelstaten van het land. Na zijn dood kende het nationalisme een sterke opmars, en in 1991 verklaarden verschillende deelstaten zich onafhankelijk. Zo ook Bosnië en Herzegovina, waar in 1992 een burgeroorlog uitbrak tussen de Bosniakken, Kroaten en Serviërs. Deze oorlog, waarbij etnische zuiveringen plaatsvonden, ging door totdat er in 1995 met het Verdrag van Dayton vrede werd gesloten.

## Inhoud
De Veiligheidsraad:
- herinnert aan de resoluties 770 en 771;
- is ontzet over rapporten van massale, georganiseerde en systematische opsluiting en verkrachting van – voornamelijk islamitische – vrouwen in Bosnië en Herzegovina;
- eist dat alle detentiekampen, en vooral die voor vrouwen, onmiddellijk worden gesloten;
- bemerkt het initiatief van de Europese Raad om de feiten te onderzoeken;

1. steunt bovenstaand initiatief;
2. veroordeelt deze brutale daden;
3. vraagt de secretaris-generaal om alle middelen aan te wenden om de leden van de Europese delegaties vrije en veilige toegang tot de detentieplaatsen te geven;
4. vraagt de lidstaten van de Europese Gemeenschap om de secretaris-generaal in te lichten over het werk van de delegatie;
5. nodigt de secretaris-generaal uit om binnen de vijftien dagen te rapporteren over de maatregelen die worden genomen om de delegatie te steunen;
6. besluit om actief op de hoogte te blijven.

## Verwante resoluties
- Resolutie 787 Veiligheidsraad Verenigde Naties
- Resolutie 795 Veiligheidsraad Verenigde Naties
- Resolutie 800 Veiligheidsraad Verenigde Naties (1993)
- Resolutie 801 Veiligheidsraad Verenigde Naties (1993)

Lijst ·  726 ·  727 ·  728 ·  729 ·  730 ·  731 ·  732 ·  733 ·  734 ·  735 ·  736 ·  737 ·  738 ·  739 ·  740 ·  741 ·  742 ·  743 ·  744 ·  745 ·  746 ·  747 ·  748 ·  749 ·  750 ·  751 ·  752 ·  753 ·  754 ·  755 ·  756 ·  757 ·  758 ·  759 ·  760 ·  761 ·  762 ·  763 ·  764 ·  765 ·  766 ·  767 ·  768 ·  769 ·  770 ·  771 ·  772 ·  773 ·  774 ·  775 ·  776 ·  777 ·  778 ·  779 ·  780 ·  781 ·  782 ·  783 ·  784 ·  785 ·  786 ·  787 ·  788 ·  789 ·  790 ·  791 ·  792 ·  793 ·  794 ·  795 ·  796 ·  797 ·  798 ·  799